# Aplidium punctum
Aplidium punctum is een zakpijpensoort uit de familie van de Polyclinidae. De wetenschappelijke naam van de soort is voor het eerst geldig gepubliceerd in 1873 door Giard. Deze soort komt voor in de noordoostelijke Atlantische Oceaan en het Kanaal.

## Beschrijving
Aplidium punctum is een koloniale zakpijp die kolonies vormt met een hoogte van 6 cm. Tot veertig zooïden zijn ingebed in een gemeenschappelijke mantel die een afgeplatte lob vormt die uit een stengel komt. De basis van de kolonie is vaak bedekt met zand. De mantel is doorschijnend en de algemene kleur van de kolonie is bleekoranje. De zooïden zijn onregelmatig gerangschikt, dicht op elkaar gepakt, en hebben lange post-abdomens die zich uitstrekken tot in de stengel van de kolonie, waar ze verschijnen als lichtgekleurde vezels. Elke individuele zooïde heeft een zeslobbige orale sifon en een rode vlek aan de bovenkant van de endostyle. Kolonies van Aplidium punctum leven vaak gegroepeerd bij elkaar en vormen trossen vastgemaakt aan rotsen, maar wordt ook gevonden op stenen, schelpen enz. tot 20 m of meer.

## Ecologie
Net als alle zakpijpen is Aplidium punctum een filtervoeder. Het water loopt via de instroomopening (orale sifon) naar binnen en voert tal van kleine voedseldeeltjes mee. Deze worden gevangen in slijm dat wordt geproduceerd door een klier, de endostyle. Via de uitstroomopening (atrale sifon) stroomt het water met afvalstoffen weer naar buiten